# Катоден лъч
Катодните лъчи е историческото название на потоците електрони (електронни снопове), наблюдавани при прилагане на електрическо поле към евакуирани стъклени балони, в които има най-малко два електрода: катод (отрицателен електрод) и анод (положителен електрод) в конфигурация, известна като диод (т.е. по-късните електронни лампи).
Когато катодът се нагрее, излъчваните от него частици се движат към анода под действието на електрическото поле. Ако стъклената стена зад анода е покрита с флуоресцентен материал, тя свети. Ако между двата електрода има механична преграда с някаква форма, нейната сянка се изобразява върху светещата стена. Изводът е, че частиците, напускащи катода, се движат по линейна траектория. Затова първоначално получават името „катодни лъчи“. Последващи опити установяват, че това са електрони. Фактът, че те се емитират от катода, означава, че електрическият им заряд е отрицателен. Този феномен е детайлно изучаван от физиците в края на XIX век и особено от Филип Ленард, който е удостоен с Нобелова награда за физика.
За изучаването на катодните лъчи били създадени специални тръби – тръба на Крук (виж схемата).
Катодните лъчи се разпространяват по права траектория в отсъствие на прегради, но могат да се отклоняват от електрическо или магнитно поле, получено чрез поставяне на външни електроди или магнити. Това е принципът на действие на катодно-лъчевата тръба, известна също като „тръба на Браун“ (изобретена през 1897 г. от Карл Фердинанд Браун). Катодно-лъчевата тръба е в основата на първите телевизионни приемници, на осцилоскопа, на първите монитори за компютри и на ранните телевизионни камери.